# 道の駅コスモール大樹

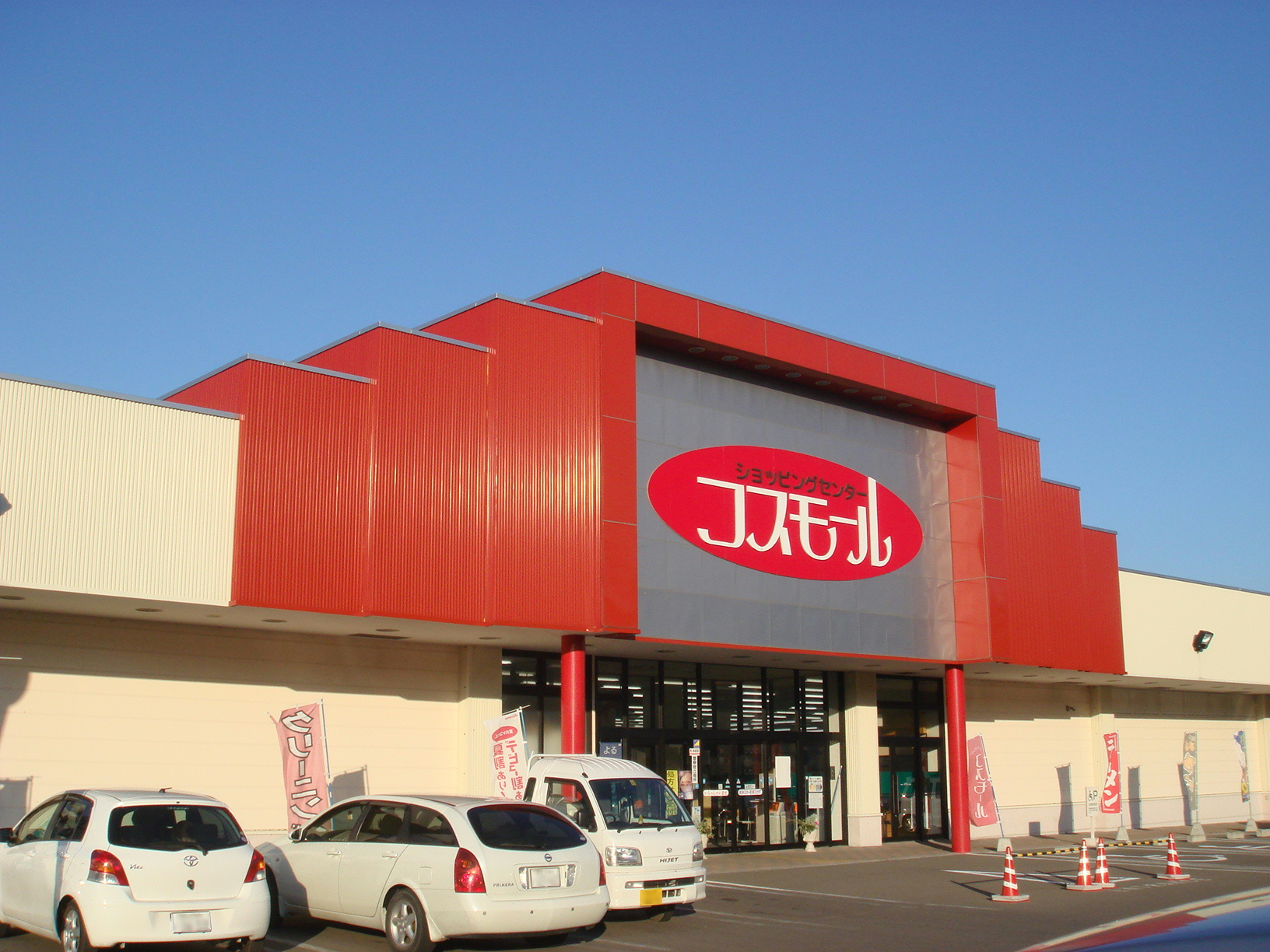
ショッピングセンター（コスモール）

道の駅コスモール大樹（みちのえき コスモールたいき）は、北海道広尾郡大樹町にある国道236号の道の駅である。

## 概要
ショッピングセンター（コスモール） に併設されており、駐車場もショッピングセンターと共用する。
駅名は併設されているショッピングセンター「コスモール」から。なお、「コスモール」は大樹町の町花「コスモス」と、 航空・宇宙を意味するラテン語の接頭辞「コスモ」からつくられた造語。
中心市街地の活性化に関する法律による北海道内の施設の第1号として2002年（平成14年）3月1日に開業したショッピングセンター「コスモール」は、大樹町経済センターも併設している。
この「コスモール」に併設される形となっているため、宇宙開発や砂金掘りなどの展示や多目的ホールなどもある複合施設となっている。

## 道路
- 国道236号

## 主な設備
- トイレ - 括弧内は24時間利用可能
  - 男：大5器（2器）、小11器（5器）
  - 女：12器（6器）
  - 身障者用：3器（1器）
- 公衆電話：2台
- 物産コーナー

## 併設する施設
ショッピングセンター（コスモール）
- 営業時間は、9:30 - 19:30

十勝バス大樹案内所
- 十勝バスの案内所として乗車券を発売している。
- 営業時間は9時00分から18時00分（10月 - 3月は17時00分）まで。
- 取扱券種:普通乗車券（一部区間のみ）、往復乗車券（帯広）、定期券。
  - 定期券の発売は平日・土曜のみ。

## 併設施設と共有する設備
- 駐車場
  - 普通車：160台
  - 大型車：4台
  - 身障者用：6台

## 休館日
- 特産品コーナー 年末年始（12月31日 - 1月3日）
- ショッピングセンター 1月1日（各テナント臨時休業あり）

## アクセス
- 国道236号

## 周辺
- 歴舟川
- 大樹町役場
- フクハラ大樹店
- 砂金掘体験場